# Immer wieder anders
Immer wieder anders ist ein deutscher Fernsehfilm aus dem Jahr 2014. Regie führte Matthias Steurer, die Hauptrollen spielen Katharina Wackernagel und Barnaby Metschurat.

## Handlung
Katja, Lehrerin, und Jan Grönefeld, Steueranwalt, ziehen um, nachdem ihr Haus bezugsfertig ist. Eine stressige Zeit liegt hinter ihnen, die besonders Jan überfordert hat. Auf der Einweihungsfeier bekommt Katja mit, dass ihr Mann sie schon länger betrügt. Daraufhin verlangt sie die Scheidung. Jan nutzt die Veränderung, um aus seinem stressigen Beruf auszubrechen und eröffnet ein eigenes kleines Lokal. Katja wendet sich wieder mehr ihren Hobbys zu. Beide verstehen sich zunehmend besser, auch weil sie es hinbekommen, fair miteinander umzugehen und sich weiterhin gemeinsam um ihre Kinder Jakob und Elisa zu kümmern. Da Jan wegen der Neueröffnung des Restaurants noch viel zu erledigen hat, unterstützt Katja ihn bei der Einstellung einer neuen Kellnerin, die er in Aimee findet, einer aparten Französin.
Gerade als Katja beginnt, sich Jan gegenüber wieder zu öffnen, verliebt er sich in Aimee. Aus beiden wird ein Paar, ein Kind geht aus der Verbindung hervor. Das bedeutet mehr Stress im Alltag, auch weil der kleine Luca viel schreit. Jan sehnt sich zunehmend nach der Geborgenheit zurück, die er bei Katja empfand. Katja hat sich jedoch inzwischen in ihren Kollegen Bernhard verliebt, den sie schon jahrelang kennt. Nachdem er seine Frau verloren hat, kommen sich beide langsam näher. Gerade als Bernhard Katja einen Heiratsantrag macht, klingelt ihr Handy und Jan ist dran. Ganz überraschend ist seine Mutter Beeke gestorben. Katja gibt ihm Halt in dieser schweren Stunde. Sie erzählt ihm dann aber auch von ihren Heiratsplänen und küsst ihn, zum Abschied müsse das erlaubt sein, meint sie. Jan wird einmal mehr bewusst, wie sehr er noch an Katja hängt. Für ihn ist sie stets immer irgendwie seine Frau geblieben. 
Nachdem Jan auf dem Standesamt erfährt, dass die Heirat abgesagt worden ist, eilt er zu Katja, die genau wie er zu dem Entschluss gekommen ist, dass sie Bernhard nicht heiraten kann. Das Paar ist sich einig, dass sie einander immer geliebt haben. 

## Hintergrund
Immer wieder anders wurde am 21. Februar 2014 in Das Erste erstausgestrahlt.

## Kritik
TV Spielfilm zeigte mit dem Daumen nach oben, gab für Humor, Anspruch und Spannung jeweils einen von drei möglichen Punkten und meinte: „Wie das […] ausgeht, lässt sich von Anfang an ahnen, aber weil die kitsch- und klamaukfreie Geschichte nett gespielt und weitgehend im Alltag geerdet ist, verfolgt man die amüsante Entwicklung gern.“ Fazit: „Sympathisch: ernsthaft und doch locker.“

„‚… Der Film von Matthias Steurer besticht durch seine muntere Erzählweise mit Handlungssprüngen über Jahre und dem Sprechen in die Kamera. Aber auch das Thema Beziehung wird spielerisch ausgelotet – alltagsnah, gesellschaftlich relevant, geschlechtsspezifisch. Und Wackernagel und Metschurat sind dafür ideal besetzt.“

„‚Alltagsnah, zeittypisch und lebensklug geriet die Produktion von Relevant Film im Auftrag der ARD-Tochter Degeto, die Matthias Steurer („Plötzlich 70!“) mit leichter Hand inszeniert hat. Direktes In-die-Kamera-Sprechen der beiden – perfekt besetzten – Darsteller Wackernagel und Metschurat in den einzelnen Lebens- (und Film-)kapiteln betont den spielerischen Charakter der Komödie. Gleichzeitig ermöglicht es dem Zuschauer, noch mehr teilzuhaben am Innenleben der Hauptpersonen.“